# اورایوسو، هوکایدو
اورایوسو، هوکایدو (به لاتین: Urausu, Hokkaido) یک منطقهٔ مسکونی در ژاپن است که در Sorachi Subprefecture واقع شده‌است. اورایوسو  ۲٬۴۱۶ نفر جمعیت دارد.